# Gods of Violence
Gods of Violence ist das 14. Studioalbum der deutschen Thrash-Metal-Band Kreator. Es erschien am 27. Januar 2017 bei Nuclear Blast und erreichte Platz eins der deutschen Albumcharts.

## Entstehung

### Songwriting
Bereits im Jahre 2013 begann die Band mit der Arbeit an einem neuen Studioalbum. Das erste für das neue Album fertig geschriebene Lied war Gods of Violence. In den folgenden Monaten schrieb die Band zwischen ihren Tourneen weitere Lieder, wie z. B. World War Now. Während der Tourneen schrieb die Band nicht an neuem Material, da die Musiker laut Sänger Mille Petrozza keine Zeit dafür hätten. Die Musiker ließen sich darüber hinaus noch viel Zeit mit dem neuen Album, weil sie zum einen Druck verspürten, der durch die Erwartungshaltung der Fans hervorgebracht wurde. Zum anderen wollte Petrozza auch dem eigenen Ansprüchen gerecht werden und „kein halbwegs gutes Album“ herausbringen. Dennoch verkündete er im November 2013, dass das neue Album frühestens Ende 2015 erscheinen könnte.
In der Zwischenzeit nahm Petrozza mehrere Demos auf, die teilweise nur aus einigen Riffs bestanden. Bei diesen Demos arbeitete er mit dem Produzenten Markus Ganter (u. a. Casper) zusammen, doch die Zusammenarbeit habe laut Petrozza nicht richtig funktioniert. Teilweise nahm Petrozza auch verschiedene Versionen einzelner Lieder auf. Vom Titellied Gods of Violence gab es beispielsweise fünf verschiedene Versionen. Ein vom Gitarristen Sami Yli-Sirniö für das Lied World War Now als Intro gedachte Sequenz wurde während des Songwriting zu einem zweiten Refrain. Yli-Sirniö wird bei drei Titeln als Co-Songwriter geführt, die restliche Musik und sämtliche Texte stammen von Mille Petrozza.
Einige von Petrozzas musikalischen Ideen wurden von Yli-Sirnjö weiterentwickelt. Einige Melodien wurde von ihm mit Hilfe von Tritonus-Intervallen laut Petrozza „auf böse getrimmt“, wenn die Melodien vorher „zu fröhlich klangen“. Darüber hinaus wurde bei der Musik mehr Wert auf Harmonien gelegt. Insgesamt erarbeitete die Band 14 Lieder und setzte sich dabei keine Deadline. Ursprünglich sollten die Aufnahmen im Januar 2016 beginnen, doch die Musiker waren mit den vorhandenen Songs noch nicht zufrieden. Ab Februar 2016 probte die Band das fertige Material, bevor im Sommer die Aufnahmen begannen.

### Aufnahmen
Aufgenommen wurde Gods of Violence wie das Vorgängeralbum Phantom Antichrist in den Fascination Street Studios im schwedischen Örebro. Produziert und gemischt wurde das Album von Jens Bogren, während Tony Lindgren das Mastering übernahm. Dadurch, dass die Band nun zum zweiten Male mit Borgren zusammengearbeitet hat, entstand laut den Musikern ein größeres Vertrauen, wodurch man sich härter kritisieren und mehr aus dem Produktionsprozess hinausholen konnte. Beispielsweise war das Lied Lion With Eagle Wings in seiner ursprünglichen Form acht Minuten lang und wurde auf Bogrens Anraten auf etwa fünfeinhalb Minuten gekürzt. Alle Lieder wurden am Stück eingespielt und die besten Takes wurden für das Album verwendet. Von den 14 für das Album fertiggestellten Liedern wurden zwölf aufgenommen und schließlich zehn für das Album verwendet. Dazu kam das Intro Apocalypticon. Bei den Aufnahmen der Gitarren testete die Band neue Technologien aus wie zum Beispiel Röhrenverstärker und analoge Fußpedale. Laut Petrozza ging die Band die Aufnahmen wie in den 1970er Jahren an, jedoch mit zeitgenössischer Technologie.
Zu den musikalischen Neuerungen des Albums gehören Orchester-Samples, die bei fünf der elf Lieder verwendet wurden. Auf Empfehlung von Jens Bogren arbeitete Kreator mit der italienischen Band Fleshgod Apocalypse zusammen. Petrozza schwebte in einem Gespräch mit Bogren ein Klang vor, der wie eine Mischung aus Ennio Morricone und Laibach klingen sollte. Bogren nahm daraufhin den Kontakt zu der Band auf. Darüber hinaus sind Harfen, eine Zither sowie ein von Boris „Yellow“ Pfeiffer (In Extremo) gespielter Dudelsack zu hören. Die Idee dazu hatte erneut Produzent Bogren, der meinte, dass das Lied Hail to the Hordes einen schottischen Touch hätte. Auf Vorschlag von Bogren endet das Lied mit den Klängen eines Dudelsacks. Die Harfe wurde beim Titellied von der erst zwölfjährigen Thekla-Li Wadensted eingespielt. Bei dem Lied Fallen Brother verwendet Sänger Mille Petrozza wie bereits auf Phantom Antichrist Wörter auf Deutsch. Als Gastmusiker ist bei diesem Lied der Schweizer Sänger Dagobert zu hören, der ein Gedicht vorträgt, das er exklusiv für das Album geschrieben hatte.

### Veröffentlichung
Das Albumcover wurde vom Essener Künstler Jan Meininghaus entworfen. In Nordamerika erscheint das Album mit einem anderen Covermotiv, das vom Brasilianer Marcelo Vasco erstellt wurde, der zuvor unter anderem das Cover für das Slayer-Album Repentless kreiert hatte. Für die Fotos im Booklet arbeitete Kreator mit dem Fotografen Robert Eikelpoth zusammen. Musikvideos wurden für das Titellied, für Satan Is Real und für Totalitarian Terror gedreht. Produziert wurden die drei Videos von der polnischen Firma Grupa13. Laut Mille Petrozza würde es sich bei den drei Titeln um die drei Grundpfeiler des Albums handeln. Im November 2017 folgte zum Black Friday noch eine auf 1.000 Exemplare limitierte Picture-Disc-Single samt Musikvideo für das Lied Hail to the Hordes, für das ein Konzertmitschnitt in der Essener Grugahalle vom März 2017 verwendet wurde. Regie führte Matthias Kollek.
Neben der Standard-CD erscheint das Album auch als Digibook. Dieses enthält einen Mitschnitt von Kreators Auftritt beim Wacken Open Air im Jahre 2014, wahlweise auf DVD oder Blu-ray. Außerdem wurde das Album als Doppel-LP in verschiedenen Farben veröffentlicht. Über den Onlineshop von Nuclear Blast ist darüber hinaus noch eine auf 1.250 Exemplare limitierte Mailorder Edition erhältlich. Diese Version enthält das Album im Digibook sowie als Doppel-LP in rotem Vinyl, dem Auftritt der Band beim Wacken Open Air 2014 auf CD, DVD und BluRay, Demoversionen des Albums auf CD sowie einer Neuauflage des noch unter dem Namen Tormentor im Jahre 1984 veröffentlichten Demos End of the World auf Musikkassette.
Das US-amerikanische Magazin Decibel veröffentlichte im Dezember 2016 eine Flexidisc mit dem Lied Earth Under the Sword, das nicht auf dem Album vertreten ist. Ebenfalls Ende 2016 veröffentlichte das Legacy-Magazin die Mini-CD Violence Unleashed, die neben dem Titelsong von Gods of Violence und Liveversionen von Phobia und Violent Revolution mit The Number of the Beast, Wolfchild und Iron Destiny auch drei Songs aus der Phantom-Antichrist-Phase enthält, welche nur als B-Seiten zu den Singleauskopplungen, bzw. als Japan-Bonustrack erhältlich waren. Das deutsche Magazin Metal Hammer legte der Februar-Ausgabe 2017 das exklusive Livealbum Live Antichrist bei. Dabei wurden Mitschnitte von Konzerten aus den Jahren 2012 bis 2016 verwendet. Die CD enthält die Titel Enemy of God, Phobia, Pleasure to Kill, Mars Mantra, Phantom Antichrist, From Flood into Fire, Suicide Terrorist, Black Sunrise, Renewal und Civilization Collapse. Das deutsche Magazin Rock Hard legte ihrer März-Ausgabe 2017 eine Split-7"-Single mit der Band Overkill bei. Kreator steuerte das Lied Warrior Heart bei, bei dem laut Mille Petrozza schnell absehbar war, dass er nicht auf das Album passen würde. Overkill nahmen für die Single eine Coverversion des Liedes Man in Black von Johnny Cash auf.

## Hintergrund
Ursprünglich wollte Petrozza Gods of Violence zu einem Konzeptalbum machen. Das Grundthema sollte die griechische Mythologie sein, die in Verbindung mit der Gegenwart und den Terroranschlägen gebracht werden sollen. Laut Petrozza gibt es in der griechischen Mythologie für jede menschliche Charaktereigenschaft einen Gott. Dieses Konzept wollte er weiterführen, musste dies aber nach drei Liedern abbrechen, da er sich kreativ eingeengt fühlte. Die Kernbotschaft des Albums ist laut Mille Petrozza, dass die Menschen nicht vergessen sollen ihr Leben zu leben und dabei ein schönes Leben zu haben, egal ob wieder etwas Schreckliches passiert. Petrozza ließ sich dabei vom Positiven Denken beeinflussen, nachdem man in Allem immer auch etwas Gutes sehen soll.
Das Lied World War Now entstand unmittelbar nach den Terroranschlägen am 13. November 2015 in Paris. Bei den Anschlägen gab es unter anderem einen Angriff auf den Club Bataclan, in dem Kreator bereits gespielt hatte und nach eigener Aussage auch in Zukunft spielen werde. Kernaussage des Liedes ist, dass der Terrorismus nicht gewinnen darf und dass ein Leben in Angst nicht in Frage kommt. Sänger Mille Petrozza beschrieb das Lied als eine Bestandsaufnahme der Gegenwart.

„Der Weltkrieg, der in World War Now beschrieben wird ist ein psychologischer Weltkrieg. Es geht um permanenten Terror, andauernde Terrorgefahr. Die Tatsache, dass jeder die ganze Zeit mit einer gewissen Angst lebt. Wir leben permanent unter einer bestimmten Art von Kontrolle. Die Angst wird benutzt, um uns in eine Richtung zu lenken. Dadurch passiert so etwas wie Donald Trump.“

In dem Lied Satan Is Real geht es um Ikonen und die Unterwürfigkeit, die in Religionen immer eine Rolle spielen würde. Petrozza vertritt die Ansicht, dass Religion in der heutigen Zeit trotz wissenschaftlicher Aufklärung und fortschrittlichem Denken immer noch eine größere Relevanz hat, als sie eigentlich haben sollte. Er ergänzte, dass er im Liedtitel statt Satan auch Jesus Christus oder Buddha hätte nehmen können. Petrozza lehnt Religionen nicht per se ab und findet es positiv, dass Religionen auch für Orientierung sorgen. Allerdings können Religionen auch ein Unterwerfungsinstrument sein. Ferner glaubt Petrozza, dass die Person Satan nicht existiert.

„Das Ergebnis ist, dass wir alle voreinander Angst haben und viele Leute denken, sie müssen jetzt in die Extreme gehen: extreme Parteien wählen und sich extremen Gruppen anschließen.“

Die Inspiration für dieses Lied holte sich Petrozza bei dem Film The Witch und der Fernsehserie Black Mirror. Die Promofotos für das Album, auf denen Petrozza beispielsweise die Flügel eines Dämonen trägt, beziehen sich ebenfalls teilweise auf dieses Lied. Laut Petrozza sollen die Bilder eine westliche Dekadenz darstellen, die kurz vor dem Zusammenbruch steht.
Totalitarian Terror wurde von einem Dokumentarfilm über die politische Theoretikerin und Publizistin Hannah Arendt, die 1933 in die USA emigrierte, inspiriert. Regierungen versuchen, Menschen gegeneinander aufzubringen und dazu zu bringen, sich gegenseitig zu hassen. Hail to the Hordes behandelt das Zusammengehörigkeits- und Lebensgefühl der Metalszene. Als Metalfan könne man auch im Ausland schnell Kontakt finden, auch wenn man sonst nichts mit gemein hat. Bei dem Lied Lion with Eagle Wings geht es darum, dass man in seinem Leben gewisse Dinge mal aus einer anderen Perspektive sehen sollte. Bei dem titelgebenden Löwen mit Adlerflügeln handelt sich um den Markuslöwen. Petrozza verglich das Konzept mit dem Lied Über den Wolken von Reinhard Mey.
Fallen Brother soll laut Petrozza ein Trauerlied sein, ohne jedoch traurig zu sein. Mit dem „gefallenen Bruder“ ist jedoch keine konkrete Person gemeint, auch wenn Petrozza tatsächlich einen verstorbenen Bruder hat. Side by Side befasste sich in seiner ursprünglichen Form mit Homophobie. Später arbeitete Petrozza den Text um, der sich nun mit der Flüchtlingskrise in Europa ab 2015 befasst. Death Becomes My Light befasst sich mit dem Thema Reinkarnation.

## Rezeption

### Rezensionen
Das deutsche Magazin Metal Hammer kürte Gods of Violence zum „Album des Monats“. Laut Katrin Riedl dringt „jeder Schrei bis ins Mark, jedes Detail sitzt genau da, wo es passt, während die Riffs, diese irren melodischen Wendungen den Hörer endgültig um den Verstand bringen“. Gods of Violence ist „eine 52-minütige Kampfansage an alle Unterdrücker der Freiheit“, wofür Riedl sieben von sieben Punkten vergab. Auch das deutsche Magazin Rock Hard wählte Gods of Violence zum „Album des Monats“. Für Holger Stratmann ist Gods of Violence ein „nahezu perfektes Kreator-Album“, das für die Band „die endgültige Eintrittskarte in den globalen Metal-Olymp“ und das „erste Must-have-Album des Jahres“ ist. Stratmann vergab neun von zehn Punkten. Dominik Rothe vom Onlinemagazin Metal.de bezeichnete Gods of Violence als ein „Thrash-Juwel, das sowohl in Sachen Brutalität als auch Melodie überzeugt“. Darüber hinaus lobte er die Gitarrensoli, die in der Bandgeschichte „noch nie eine solche Klasse gehabt haben“, wofür Rothe neun von zehn Punkten vergab. Yan Vogel rezensierte das Album für laut.de. Einerseits finde man darauf, befand er, den eigenen Frühwerken ähnlichen „knüppelharten“ Thrash, andererseits NWoBHM-typische Epen im Stile Iron Maidens. Die Texte hätten einen „mythologischen Anstrich“ und die Refrains seien „hymnisch“, wodurch sie dem Power Metal, wie ihn Blind Guardian spiele, nahe käme. Für Vogel ist Kreator – längst als führende deutsche Thrash-Metal-Band gehandelt – damit zur internationalen Spitzenklasse vorgestoßen.
Auch außerhalb der Musikpresse wurde das Album positiv bewertet. In der Frankfurter Allgemeinen Zeitung beschrieb Jörg Scheller Gods of Violence als „traditionelle[n] Achtziger-Jahre-Thrash-Metal auf hohem produktionstechnischem Niveau, durchhaucht von einem romantisch-expressionistischen Pathos“. Das Album beinhalte „elf im TGV-Tempo vorüberrasende und entsprechend mitreißende, angenehm transparent gemischte Songs mit geschmeidig-schneidiger Verzerrung und dem unvermeidlichen So-klingt-das-Maschinenzeitalter-Schlagwerk“. Dabei präsentiere Mille Petrozza „das Erhabene des Horrors als auskristallisierte Ästhetik“ und appelliere „ziemlich staatsmännisch“ an „Solidarität, Gemeingeist, Vernunft“.

### Chartplatzierungen
Mit Gods of Violence erreichte Kreator zum ersten Mal in ihrer Bandgeschichte Platz eins der deutschen Albumcharts.
| ChartsChartplatzierungen       | Höchstplatzierung | Wochen |
| ------------------------------ | ----------------- | ------ |
| Deutschland (GfK)              | 1 (6 Wo.)         | 6      |
| Österreich (Ö3)                | 4 (5 Wo.)         | 5      |
| Schweiz (IFPI)                 | 13 (4 Wo.)        | 4      |
| Vereinigtes Königreich (OCC)   | 72 (1 Wo.)        | 1      |
| Vereinigte Staaten (Billboard) | 118 (1 Wo.)       | 1      |

### Auszeichnungen
Die Redaktion des deutschen Magazins Metal Hammer wählten Gods of Violence zum Album des Jahres 2017. Bei den Metal Hammer Awards 2017 wurde Gods of Violence in der Kategorie Bestes Album und das Titellied in der Kategorie Metal Anthem nominiert. Die Preise gingen allerdings an die Bands Heaven Shall Burn für das Album Wanderer bzw. an Ghost für das Lied Square Hammer. Das deutsche Onlinemagazin laut.de führte Gods of Violence auf Platz zwei in ihrer Liste der besten Metal-Alben des Jahres 2017.
Die Leser des deutschen Magazins Metal Hammer wählten das Musikvideo zum Titellied zum zweitbesten und das Musikvideo für Satan Is Real zum zehntbesten Video-Clip des Jahres 2016.

### Weiterverwendung
Der Fußballverein Rot-Weiss Essen nutzt das Instrumental Apocalypticon als neues Intro vor den Heimspielen. Apocalypticon wird dabei unmittelbar vor dem Schlager Adiole gespielt, zu dem die Mannschaften das Spielfeld betreten.